# Vrbovka
Vrbovka (in ungherese Ipolyvarbó) è un comune della Slovacchia facente parte del distretto di Veľký Krtíš, nella regione di Banská Bystrica.